# 劉銑
劉銑（?—?），中國五代十國时北汉皇子，世祖刘旻之子，睿宗刘承钧的弟弟。

## 生平
刘承钧在968年死后没有儿子，也没有传位给弟弟。传位给了外甥刘继恩，刘继恩死后，同母异父弟刘继元（也是刘承钧、劉銑兄弟的外甥）即位。和刘锡、刘铙在兄弟中有贤德的行止。英武帝刘继元采纳小人的建议，把舅舅刘镐、刘承锡、刘铙幽禁在别室，不满一年他們三人就在狱中死去。只有劉銑装傻得免。刘旻有孙子刘继文、劉繼欽，史书没有记载他们是谁的儿子。刘继文墓志称是刘赟的儿子。